# Jakob Alder
Jakob Alder, noto anche con lo pseudonimo di Alders Jock (Hundwil, 23 maggio 1915 – 6 aprile 2004), è stato un compositore e violinista svizzero di musica tradizionale, originario del Canton Appenzello Esterno. I suoi strumenti musicali erano il violino e il dulcimer.

## Biografia
Proveniente dalla nota famiglia Alder di musicisti di Urnäsch (suo nonno era il famoso Johannes Alder), Jakob è cresciuto nella fattoria dei suoi genitori a Hundwil. Nel seminterrato c'era un telaio a mano su cui il ragazzo imparò a tessere e che divenne in seguito il suo principale lavoro. È stato, inoltre, un bracciante agricolo e successivamente ha lavorato come rappresentante commerciale freelance per un'azienda vinicola. Il suo repertorio musicale comprende circa 150 brani. Tra il 1934 e il 1947 Alders Jock suonò nel complesso per archi fondato da suo nonno nel 1884. Tuttavia, a causa di una disputa interna circa l'iscrizione nell'elenco telefonico, Jakob Alder si separò dalla formazione e da quel momento in poi suonò in diversi complessi per archi, tra cui Edelweiss. Oltre allo strumento principale, il violino, suonava anche la fisarmonica, il violoncello e il pianoforte. Nell'Harmoniemusik di Hundwil ha imparato a suonare vari ottoni.
Al secondo Eidgenössischen Ländler-Musikfest, ha eseguito la sua Original Appenzeller Streichmusik Jakob Alder, Hundwil ed è stato uno dei 20 vincitori con il componimento intitolato Polka-Rheinländer Klänge aus Hundwil.